# Ванашен
Ванашен (арм. Վանաշեն) — село в Араратской области Армении. Основано в 1873 году.

## География
Село расположено в юго-западной части марза, на правом берегу реки Веди, при автодороге , на расстоянии 16 километров к юго-востоку от города Арташат, административного центра области. Абсолютная высота — 870 метров над уровнем моря.
Климат
Климат характеризуется как семиаридный (BSk в классификации климатов Кёппена). Среднегодовая температура воздуха составляет 12,5 °C. Средняя температура самого холодного месяца (января) составляет −2,7 °С, самого жаркого месяца (июля) — 26,2 °С. Расчётная многолетняя норма атмосферных осадков — 271 мм. Наибольшее количество осадков выпадает в мае (47 мм).

## Население
По данным «Сборника сведений о Кавказе» за 1880 год в селе Тайтан Эриванского уезда по сведениям 1873 года было 18 дворов и проживало 166 азербайджанцев (указаны как «татары»), которые были шиитами.
По данным Кавказского календаря на 1912 год, в селе Тайтан Эриванского уезда проживало 270 человек, в основном азербайджанцев, указанных как «татары».
| Год переписи | Население          | Население          | Население          | Население            | Население            | Население            |
| Год переписи | Наличное население | Наличное население | Наличное население | Постоянное население | Постоянное население | Постоянное население |
| Год переписи | Всего              | Мужчины            | Женщины            | Всего                | Мужчины              | Женщины              |
| ------------ | ------------------ | ------------------ | ------------------ | -------------------- | -------------------- | -------------------- |
| 2001         | 2234               | 1096               | 1138               | 2314                 | 1149                 | 1165                 |
| 2011         | 2024               | 989                | 1035               | 2364                 | 1210                 | 1154                 |

| Год  | Численность | Численность |
| ---- | ----------- | ----------- |
| 1873 | 166         | [ 11 ]      |
| 1897 | 316         | [ 11 ]      |
| 1926 | 299         | [ 11 ]      |
| 1939 | 629         | [ 11 ]      |
| 1959 | 1219        | [ 11 ]      |
| 1970 | 1790        | [ 11 ]      |
| 1979 | 1974        | [ 11 ]      |
| 1989 | 2141        | [ 11 ]      |
| 2001 | 2314        | [ 11 ]      |
| 2011 | 2364        | [ 12 ]      |